# 薄索足蛤
薄索足蛤（学名：Thyasira tokunagai），是滿月蛤目索足蛤科索足蛤属的一种。

## 分佈
本物種主要分佈於黃渤海周邊沿岸的韩国及中国大陆，常栖息在潮下带11－84米。本物種是現生種，但也有化石紀錄。